# Утан (район)
Ута́н (індонез. Utan) — один з 24 районів округу Сумбава провінції Західна Південно-Східна Нуса у складі Індонезії. Розташований у північно-західній частині. Адміністративний центр — селище Мотонг.
Населення — 29245 осіб (2012; 28745 в 2010).

## Адміністративний поділ
До складу району входять 2 селища та 7 сіл:
| Населений пункт    | Населення, осіб (2010) |
| ------------------ | ---------------------- |
| Бале-Бранг, село   | 1398                   |
| Джорок, село       | 6191                   |
| Лабуан-Баджо, село | 1824                   |
| Мотонг, селище     | 4619                   |
| Оронг-Бава, село   | 1345                   |
| Пукат, село        | 4048                   |
| Сабедо, село       | 3038                   |
| Стове-Бранг, село  | 3404                   |
| Тенгах, селище     | 2878                   |